# Улица Академика Бармина
У́лица Акаде́мика Бармина́ (до 1 октября 2014 года — Проекти́руемый прое́зд № 6309) — улица в Западном административном округе города Москвы на территории района Филёвский Парк. Расположена между 3-й Филёвской улицей и проездом сбоку от улицы Барклая.

## Происхождение названия
Переименована 1 октября 2014 года в честь В. П. Бармина (1909—1993) — советского учёного, конструктора реактивных пусковых установок, ракетно-космических и боевых стартовых комплексов, одного из основоположников российской космонавтики, Героя Социалистического Труда. Ранее носила название Проектируемый проезд № 6309.

## Транспорт
На улице Академика Бармина не организовано движение общественного транспорта.